# NGC 3741
NGC 3741 (również PGC 35878 lub UGC 6572) – galaktyka nieregularna (Im), znajdująca się w gwiazdozbiorze Wielkiej Niedźwiedzicy. Została odkryta 19 marca 1828 roku przez Johna Herschela. Galaktyka ta należy do grupy galaktyk M94.